# 伊藤美誠
伊藤 美誠（いとう みま、2000年10月21日 - ）は、静岡県磐田市出身の日本の女子卓球選手。血液型はO型。所属はスターツ。ITTF世界ランキング最高位は2位（2020年4月）。段級位は10段。
同学年の平野美宇（沼津市生まれ）とは友人・ライバル関係であり幼少期から「みうみま」の愛称でダブルスを組む。2014年、最年少でITTFワールドツアー、ワールドツアーグランドファイナルを優勝し、同学年の早田ひなとのペア「みまひな」でも世界選手権でのメダル獲得やワールドツアーグランドファイナルでの優勝などの成果を見せている。また、彼女達2000年前後生まれは女子卓球黄金世代とも呼ばれている。
2015年シングルスでもワールドツアーで最年少優勝。2016年には、オリンピック卓球競技史上最年少の15歳でメダリストになった。
2021年に開催された東京オリンピックでは混合ダブルスで水谷隼と共に卓球競技の初代オリンピック金メダリストとなり、シングルスでは男女通じて日本人2人目（女子シングルスでは初）となるメダル（銅）を獲得した。卓球女子団体では、平野美宇と石川佳純と共に銀メダルを獲得した。

## 人物・経歴
静岡県磐田市生まれ。母方の高祖父は表具師の伊藤虎三郎（1852年の生まれ）。磐田市立磐田北小学校、昇陽中学校卒。昇陽高等学校卒。
中学進学に伴い磐田市から大阪府大阪市此花区に移り、女子日本代表監督（当時）の村上恭和が設立した関西卓球アカデミーを拠点に練習している。また、2013年9月より卓球ナショナルチームスポンサーでもあるスターツと所属契約を結んでいる。
両親は元卓球選手で、母の伊藤美乃りは中学1年から卓球を始め全国高等学校総合体育大会、全日本学生卓球選手権大会に出場経験があり、結婚後もクラブチームで活動した。

### 2010年まで
2歳の頃に卓球を始めた。4歳の頃に、水谷隼の父・信雄が代表を務める豊田町卓球スポーツ少年団に入り、指導を受ける様になった。2005年、4歳の時に全日本卓球選手権バンビの部（小2以下）に初出場。2008年にバンビの部、2010年にはカブの部（小4以下）で優勝した。

### 2011年
1月、10歳2か月で出場した全日本卓球選手権で初勝利を挙げ、それまで福原愛が持っていた史上最年少勝利記録を塗り替えた。8月に行われたITTFジュニアサーキット・韓国オープンでは10歳10ヶ月でカデットシングルスを初優勝し同種目の最年少優勝記録を樹立した。翌月のジュニアサーキット・チャイニーズタイペイオープンでは同年のインターハイ優勝者でもあった鈴木李茄（青森山田高校）を破る等の活躍を見せジュニアシングルスで初優勝を果たし、カデットシングルス、カデット団体と合わせて3冠を達成した。この優勝でジュニアシングルスでも最年少優勝記録を更新した。また、新井卓将と共に1分間のラリー回数180回というギネス世界記録を樹立した。

### 2012年
1月、ジャパントップ12卓球大会に11歳で初出場した。4月に行われたITTFワールドツアー・スペインオープンでは世界ランク50位のマチルダ・エクホルム（ スウェーデン）に勝利して予選を通過し、史上最年少でのツアー本選出場を果たした。8月の東アジアホープス選手権では決勝で前年に決勝で敗れた平野美宇と再戦し優勝した。また、12月に行われた世界ジュニア卓球選手権には日本史上最年少となる小学6年で出場し、女子団体で銀メダルを獲得した。

### 2013年
平野美宇との女子ダブルスで、2013年1月全日本選手権で大会最年少勝利を飾り、2月ITTFワールドツアーカタールオープンで史上最年少で表彰台を果たした。シングルスでも小学生ながら世界ランク30位のユ・モンユ（ シンガポール）に勝利した。ユ・モンユには6月にも再度勝利を挙げている。7月の世界ランキングで初めてトップ100に入ると、8月には同年の世界選手権パリ大会中国代表選手でもあった胡麗梅（ 中国）を倒す金星をあげ、11月には梁夏銀( 韓国)に勝利し、初めて世界ランク20位以内の選手に勝利した。9月に開催された世界ジュニア卓球選手権女子選考会で優勝し代表に内定し、12月の世界ジュニア卓球選手権（ モロッコ）本番では女子団体で銀メダルを獲得した。

### 2014年
3月のワールドツアー・ドイツオープンでは平野美宇との女子ダブルスでワールドツアー初優勝を果たした。13歳160日でのダブルス優勝は郭躍（ 中国）の13歳224日を更新する史上最年少記録となった。また、2人の合計年齢（27歳145日）が史上最年少記録としてギネス世界記録に認定された。続くスペインオープンでも女子ダブルスで優勝しツアー2勝目を挙げた。5月のオーストラリアオープンでは初めてU21の部で女子シングルスを優勝した。9月に行われた第20回アジアジュニア卓球選手権大会（ インド・ムンバイ）のカデット女子団体に平野美宇、早田ひなのトリオで出場し、決勝の中国戦ではシングルス2戦とダブルスで勝利を挙げ日本の優勝に大きく貢献した。10月の世界ジュニア選手権女子選考会では2年連続となる優勝で代表内定し、本番では女子団体、女子ダブルスで銀メダルを獲得した。12月にはITTFワールドツアー・グランドファイナル女子ダブルスで優勝。日本勢のダブルスでの優勝は男女を通じて初めてとなり、また、14歳での優勝は郭躍（ 中国）を上回る最年少記録となった。

### 2015年
1月、全日本選手権女子シングルスでベスト8に入り、ジュニア女子シングルスで優勝した。中学生での全日本ジュニア優勝は加藤美優に次いで6人目。同年の世界選手権蘇州大会日本代表選手に選出された。3月、ワールドツアー・スーパーシリーズのドイツオープンでは女子シングルスでハン・イン（ ドイツ、世界ランク8位）や馮天薇（ シンガポール、世界ランク4位）等の強豪選手を破って勝ち上がり、決勝では地元のペトリッサ・ゾルヤ（ ドイツ）に勝利してワールドツアーシングルス初優勝を果たした。14歳152日でのシングルス優勝は、郭躍（ 中国）が持っていた15歳66日の記録を更新して史上最年少記録となり、ギネス世界記録に認定された。
4月26日に開幕した世界選手権では、女子シングルス1回戦の勝利で福原愛が2003年パリ大会で記録した14歳201日を更新する日本選手歴代最年少勝利を記録すると、その後も勝ち上がって準々決勝に進出。準々決勝では李暁霞（ 中国）に敗れたが、2003年パリ大会でベスト8入りしていた福原の14歳203日を更新し、14歳192日での日本選手歴代最年少ベスト8入りを果たした。5月にはベラルーシオープンでツアーシングルス2勝目を挙げ、6月発表の世界ランキングでは14歳7カ月でのトップ10入りを果たし、自己最高位の9位まで浮上した。9月発表の世界ランキングで日本人3番手の10位となり、2016年リオデジャネイロ五輪女子団体戦代表候補に選出された。9月末に開催されたアジア卓球選手権（ タイ・パタヤ）では女子団体の中心選手として出場し日本女子33年振りの銀メダルに貢献した。また、女子ダブルスでも日本勢12年振りとなる銀メダルを獲得した。同年の世界ジュニア選手権（ フランス・ヴァンデ県）には代表に選出されていたが、パリ同時多発テロの影響で派遣中止となったため出場出来なかった。12月、グランドファイナルのダブルスでは決勝で敗れ2連覇を逃した が、ITTFスターアワードではその年に最も躍進した選手に贈られる「ブレークスルー・スター」を受賞した。

### 2016年
1月の全日本選手権女子シングルスでは3位になった。3月、初出場となった世界選手権の団体戦では主力選手として起用された。準決勝で北朝鮮のエースのリ・ミョンスン（ 北朝鮮）に逆転勝利して決勝進出を決めた際には歓喜の涙を流した。決勝では中国に敗れたものの日本女子2大会連続となる銀メダルを獲得した。4月にはリオデジャネイロ五輪アジア予選に出場し世界ランク2位の世界女王・丁寧（ 中国）に勝利した。
8月のリオデジャネイロ五輪では福原愛、石川佳純と共に女子団体に出場した。準決勝ではドイツに敗れ2大会連続の銀メダルを逃したが、3位決定戦のシンガポール戦では第4試合で世界ランク4位の馮天薇をストレートで破り銅メダル獲得を決めた。15歳300日でのメダル獲得は郭躍（ 中国）の16歳34日（2004年・女子複）を上回り卓球競技史上最年少記録となった。また、当時の日本の夏季五輪の女子メダリストとしては岩崎恭子（1992年・競泳）に次ぐ年少記録。2000年代生まれの日本選手初のオリンピックメダリストでもあった。
9月、地元磐田市にあるジュビロードにて水谷隼とメダル獲得のパレードを行い、3万人超の市民らが集まった。パレード後、2人には磐田市長より市民栄誉賞が贈られた。11月のオーストリアオープンではワールドツアーシングルス3勝目を挙げた。12月にケープタウンで開催された世界ジュニア卓球選手権の女子団体では、決勝の中国戦で2勝を挙げる等出場した全ての試合で勝利する活躍を見せチームを6年ぶりの優勝へと導いた。

### 2017年

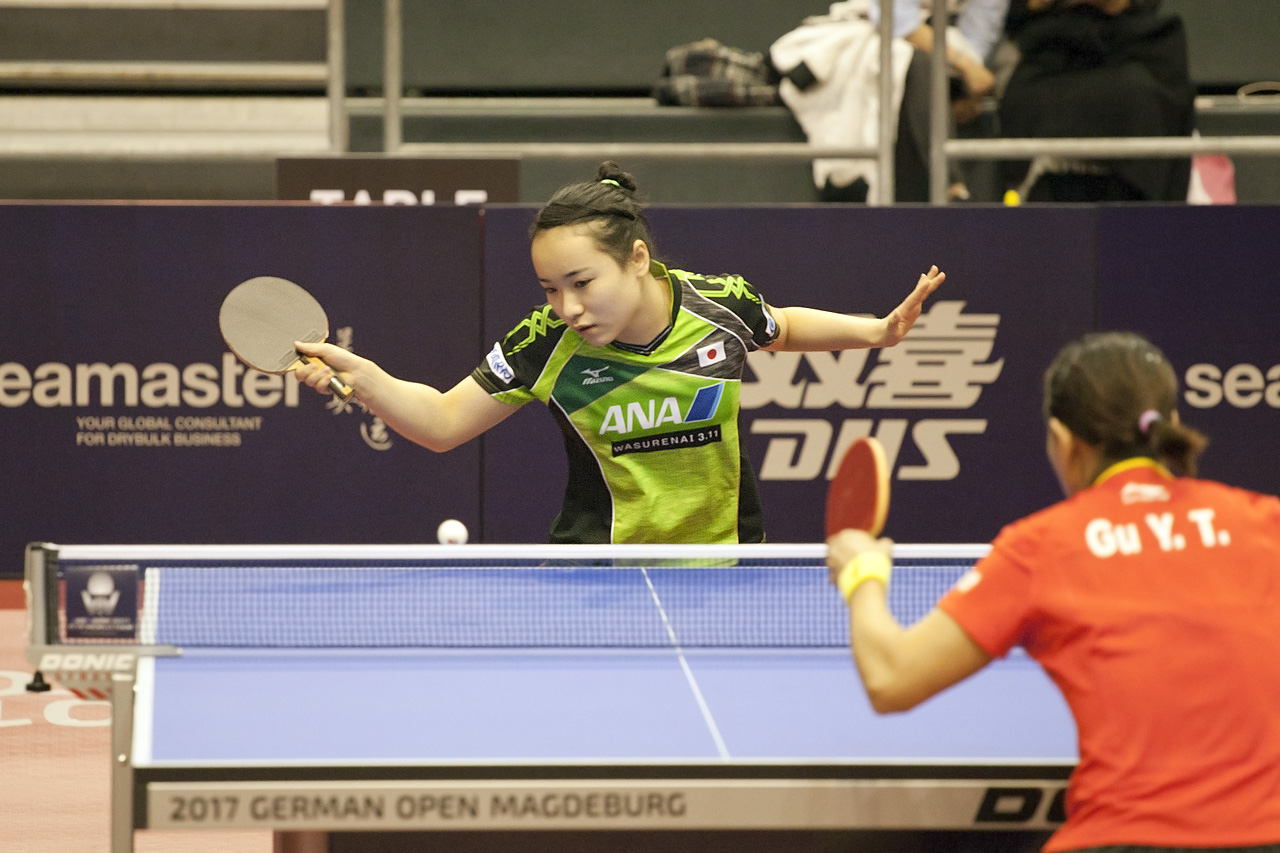
2017ドイツオープン対顧玉婷戦

1月の全日本選手権女子シングルスでは安藤みなみに5回戦で敗れた。3月、第21回ジャパントップ12卓球大会で準優勝した。4月の第23回アジア選手権（ 中国・無錫）では女子団体で2大会連続となる銀メダルを獲得した。また、森薗政崇と組んだ混合ダブルスで銀メダル、早田ひなと組んだ女子ダブルスで銅メダルを獲得した。
6月、世界卓球選手権デュッセルドルフ大会ではシングルスとダブルスに出場。
シングルスではベスト16で朱雨玲（ 中国）に2-4で敗れ2大会連続のベスト8とはならなかったが、早田ひなと組んだダブルスで銅メダルを獲得した。
日本勢の同種目メダル獲得は2001年大阪大会の武田明子・川越真由ペア以来16年ぶりであり、16歳ペアの銅メダル獲得は同種目史上最年少であった。
8月、ワールドツアー・ブルガリアオープンに出場しシングルスで準優勝、石川佳純と組んだダブルスで優勝すると、翌週のチェコオープンではシングルスで石川佳純に初勝利して優勝し、早田ひなと組んだダブルスでも優勝して2冠を達成。
9月下旬、中国スーパーリーグの下部組織の甲Aリーグに参戦し、団体戦で11試合に出場して全勝した。10月、ITTFチャレンジ・ポーランドオープンでシングルス優勝。11月、ワールドツアー・スウェーデンオープンでは早田ひなとのダブルスで世界ランク1位の朱雨玲（ 中国）、同2位の陳夢（ 中国）ペアに勝利して優勝した。
翌月のワールドツアー・グランドファイナルでは同ペアに決勝で敗れて準優勝だった。
年末には世界選手権団体戦ハルムスタッド大会日本代表選考会で優勝し代表権を獲得した。

### 2018年
1月、全日本選手権の女子シングルスで“みうみま”対決を制し初優勝した。また、早田ひなとの女子ダブルス、森薗政崇との混合ダブルスでも優勝し3冠を達成した。3冠は山泉和子（1960年度）、石川佳純（2014年度）に次いで史上3人目であり、17歳での達成は男女を通じて最年少記録となった。
2月、ダブルスを第1試合に行う新方式が導入されたチームワールドカップでは、早田とのダブルスを中心に出場し銀メダルを獲得した。
5月、世界選手権団体戦ハルムスタッド大会において、準決勝で田志希（ 韓国）に3-0で勝利し、決勝では第1試合で日本選手に対して37連勝している劉詩雯（ 中国）に対して3-2で勝利。チームは1-3で中国に敗れ銀メダルであったが、伊藤自身は8戦全勝で大会を終えた。
6月、ジャパンオープンでは女子シングルス準決勝では陳幸同（ 中国）を0-3の状態から逆転勝利、決勝では王曼昱（ 中国）に勝利して優勝した。
11月のスウェーデンOPでは、劉詩雯（ 中国）、丁寧（ 中国）に連勝して勝ち上がると、決勝では世界ランク1位の朱雨玲（ 中国）を4-0で圧倒して優勝した。年末のITTF年間表彰では年間最優秀選手を逃したが、世界選手権団体戦の女子の最優秀選手として表彰された。

### 2019年
1月の全日本選手権で木原美悠を決勝で破りシングルス2連覇を達成。女子ダブルス・混合ダブルスでも2連覇し、斎藤清以来史上2人目（女子では初）の2年連続3冠を達成した。
4月に開催した世界選手権ブダペスト大会では、早田との女子ダブルスで日本人ペア48年ぶりとなる決勝進出を果たしたが、決勝では王曼昱（ 中国）/孫穎莎（ 中国）ペアに2-4で敗れ、52年ぶりの金メダルを逃した。
11月、東京オリンピック前哨戦ともいわれる同じ会場の東京体育館、ダブルスを第1試合に行うオリンピックと同じルールで行われたチームワールドカップでは、決勝の中国戦で孫穎莎相手に一時はマッチポイントを握るも逆転負けを喫し、チームも敗れて準優勝した。翌週のワールドツアー・オーストリアOPでシングルスで4強入りしたことで、2020年1月の世界ランキングで日本人2位以内が確実となり、東京五輪シングルス代表選考基準を満たした。また、同大会では決勝で朱雨玲（ 中国）を4-1で破り同年のツアー初優勝を果たした。12月、ジャパントップ12卓球大会決勝で平野美宇を破り初優勝した。

### 2020年
1月2日発表の世界ランキングで男女を通じて日本勢歴代最高タイの3位に浮上した。6日に東京五輪シングルス・団体代表及び水谷隼との混合ダブルス代表に内定したことが発表された。
2月のワールドツアー・ハンガリーOPで優勝、続く3月のカタールOPでは、丁寧（ 中国）相手に第3ゲームで11-0を記録するなどストレートで快勝、決勝では世界ランク1位の陳夢（ 中国）に敗れるも2大会連続の表彰台となった。この結果により4月発表の世界ランキングで、現行制度（1991年以降）での日本勢最高を更新する2位へ浮上した。日本女子の世界ランク2位はそれ以前を含めても1971年に1位だった小和田敏子以来49年ぶりの快挙である。
新型コロナウイルスの世界的な流行の影響で4月以降の国際大会が次々と延期・中止となり、目標としていた東京オリンピックも延期となった。
11月、8か月ぶりの実戦となったワールドカップで銅メダル獲得、ITTFファイナルでベスト4になった。

### 2021年
新設された国際大会WTT中東ハブのコンテンダー、スターコンテンダーでは2大会連続でシングルス優勝。
7月26日、2020年東京オリンピックの混合ダブルス種目・決勝にて、過去に4度の対戦経験を持つ劉詩雯・許昕組（ 中国）に4－3で勝利し、水谷隼と共に日本卓球界史上初の金メダルを獲得した。続いて女子シングルスでは準決勝で孫穎莎（ 中国）に破れるも、3位決定戦でユ・モンユ（ シンガポール）に勝利して銅メダルを獲得、卓球のシングルスでのメダルは2016年のリオオリンピックで水谷隼が獲得して以来の日本人2人目および女子シングルスでは初となった。女子団体では銀メダルを獲得。同一大会で金銀銅すべてのメダル獲得は夏季五輪では日本女子選手初で、冬季を含めると高木美帆に続いて2人目。
11月、世界選手権ヒューストン大会では早田との女子ダブルスで決勝進出を果たしたが、決勝では王曼昱（ 中国）/孫穎莎（ 中国）ペアに0-3で敗れた。
東京オリンピック 卓球 混合ダブルスにおいて金メダルを獲得した功績をたたえ、2021年12月26日、静岡県磐田市の磐田市役所前に記念のゴールドポスト（第37号）が設置された（ゴールドポストプロジェクト）。

### 2022年
7月、Tリーグの日本生命レッドエルフに加入し、初のTリーグ戦参戦が決まった。

## みうみま
同じ歳の平野美宇とは幼少時よりダブルスペアを組んで国際大会で結果を残しており、2013年2月に史上最年少でITTFワールドツアーの表彰台に、2014年3月にドイツオープンで優勝し13歳160日の伊藤は2002年に13歳224日で優勝した郭躍の記録を抜く史上最年少記録を作り、13歳350日の平野は3番目の記録となった。また、2人の合計年齢（27歳145日）が史上最年少記録としてギネス世界記録に認定された。翌週スペインオープンでも優勝し2勝目を挙げ、年末の世界ジュニア選手権で準優勝、ITTFワールドツアー・グランドファイナルでは最年少で優勝した。2015年は7月に韓国オープン優勝、10月のアジア選手権で準優勝、12月のグランドファイナルで準優勝した。
また、ライバルとして切磋琢磨する関係であり、シングルスでの対戦成績は23戦中、伊藤美誠15勝、平野美宇8勝。その内決勝が5回、勝った方が優勝が12回である。ITTF主催では10戦中、伊藤美誠6勝、平野美宇4勝。その内決勝が1回、勝った方が優勝が5回である。

## ライバル
丁寧（ 中国）は世界ランク1位で初対戦は2015年のジャパンオープン、上記の通り2016年のリオデジャネイロ五輪アジア予選では準々決勝で4-2で勝利を挙げている。
馮天薇（ シンガポール）は初勝利は2015年のドイツオープン、2016年8月のリオデジャネイロ五輪団体3位決定戦ではストレートで破り銅メダル獲得を決めた。
孫穎莎（ 中国）は伊藤と同い年生まれで誕生日も10日ほどしか離れておらず、国際大会では接戦を演じてきており、2020年11月の女子ワールドカップを終えた時点で孫が6勝2敗とリードしている。孫は伊藤を「これから10年はいいライバル関係が続くだろう」と評価し、伊藤は孫を「孫選手に勝つことは世界ナンバーワンの選手に勝つことと同じぐらい意味がある」と評価しており、互いにライバル視している。

## プレースタイル
バック表ソフトの異質攻撃型、前陣でのバック表ソフトの強打、フォアスマッシュが抜群、また独特のテークバックで腰をひねらずに落とすフォアハンドのスマッシュ「みまパンチ」がある、チキータ、逆チキータ、意表を突くカットブロックなども得意、またカットマンに強く2015年（当時14歳）のジャパンオープンでは劉斐（）を破っておりその後もキム・ソンイ、リ・ミョンスン（ 北朝鮮）、ハン・イン（ ドイツ）、武楊（）、徐孝元（ 韓国）ら世界を代表する選手に大舞台で勝利している。

## 評価
4年間ジュニア代表のコーチを務めた韓国出身の呉光憲は2017年のアジア選手権直後の取材で「平野の優勝は予想されていました。私が指導した中で、伊藤美誠が天才肌とすれば、平野美宇は努力家。2人は中学2年生の時にダブルスのパートナーでしたが、高校2年生の時に分かれました。それだけライバル意識が強かった。少し実力で劣っていた平野の競争心は強かったでしょう。（アジア選手権では）いつか伊藤に勝つという思いが表れていたように思います」と評した。

## 戦績
主な戦績。（カッコ内はダブルスペア、団体メンバー）

### 2008年
- 7月 全日本選手権バンビの部
  - 女子シングルス：優勝

### 2009年
- 8月　東アジアホープス選手権
  - 女子団体：3位（瀬山咲希・佐藤瞳・馬場麻裕・芝田沙季）[114]

### 2010年
- 7月 全日本選手権カブの部
  - 女子シングルス：優勝
- 8月 東アジアホープス選手権
  - 女子シングルス：準優勝
  - 女子団体：準優勝[115]

### 2011年
- 8月 東アジアホープス
  - 女子シングルス：準優勝
  - 女子団体：優勝（加藤美優・平野美宇・合田あかり・三村優果）
- 8月 ITTFジュニアサーキット・韓国オープン
  - カデット女子シングルス：優勝
- 9月 ITTFジュニアサーキット・チャイニーズタイペイオープン
  - ジュニア女子シングルス：優勝
  - カデット女子シングルス：優勝
  - カデット女子団体：優勝（加藤美優・平野美宇）
- 11月 全日本選手権カデットの部
  - U13女子シングルス：準優勝

### 2012年
- 7月 第18回アジアジュニア選手権
  - カデット女子団体：準優勝（浜本由惟・平野美宇）
- 8月 東アジアホープス
  - 女子シングルス：優勝
  - 女子団体：優勝（平野美宇・早田ひな・塩見真希・宮﨑翔）
- 10月 ワールドカデットチャレンジ
  - 女子シングルス：準優勝
  - 女子ダブルス：優勝（何卓佳）
  - 女子団体：優勝（何卓佳・蘇慧音・KHETKUEN）
- 11月 全日本選手権カデットの部
  - U13女子シングルス：準優勝
  - 女子ダブルス：準優勝（桑原穂実）
- 12月 第10回世界ジュニア選手権
  - 女子団体：準優勝（谷岡あゆか・前田美優・加藤美優）

### 2013年
- 7月 ITTFジュニアサーキット・チャイニーズタイペイオープン
  - ジュニア女子シングルス：優勝
- 8月 ITTFジュニアサーキット・香港オープン
  - ジュニア女子団体：準優勝（前田美優・佐藤瞳・宋恵佳）
- 8月 第19回アジアジュニア選手権
  - カデット女子シングルス：3位
  - カデット女子団体：準優勝（浜本由惟・平野美宇）
- 10月 全日本選手権団体の部
  - 女子団体：準優勝（浜本由惟・加藤美優・平野美宇）[116]
- 10月 ワールドカデットチャレンジ
  - 女子シングルス：準優勝
  - 女子ダブルス：準優勝（金智淏）
  - 女子団体：優勝（李怡然・金智淏・麦子詠）
- 11月 ITTFワールドツアー・ポーランドオープン
  - U21女子シングルス：準優勝
- 12月 第11回世界ジュニア選手権
  - 女子団体：準優勝（森さくら・加藤美優・平野美宇）

### 2014年
- 3月 ITTFワールドツアー・ドイツオープン
  - 女子ダブルス：優勝（平野美宇）
- 4月 ITTFワールドツアー・スペインオープン
  - 女子ダブルス：優勝（平野美宇）
- 5月 ITTFワールドツアー・オーストラリアオープン
  - U21女子シングルス：優勝
- 6月 ITTFワールドツアー・中国オープン
  - U21女子シングルス：準優勝
- 6月 ITTFワールドツアー・韓国オープン
  - 女子ダブルス：準優勝（平野美宇）
- 8月 全国中学校卓球大会
  - 女子シングルス：準優勝
- 9月 第20回アジアジュニア選手権
  - カデット女子団体：優勝（平野美宇・早田ひな）
- 9月 ITTFジュニアサーキット・チャイニーズタイペイオープン
  - ジュニア女子シングルス：優勝
- 10月 ワールドカデットチャレンジ
  - 女子シングルス：優勝
  - 女子ダブルス：優勝（金智淏）
  - 女子団体：準優勝（李嘉宜・金智淏・KAMATH）
- 12月 第12回世界ジュニア選手権
  - 女子ダブルス：準優勝（平野美宇）
  - 女子団体：準優勝（前田美優・佐藤瞳・平野美宇）
- 12月 ITTFワールドツアー・グランドファイナル
  - 女子ダブルス：優勝（平野美宇）

### 2015年
- 1月 全日本選手権
  - ジュニア女子シングルス：優勝
  - 女子シングルス：ベスト8
- 1月 ITTFワールドツアー・ハンガリーオープン
  - U21女子シングルス：準優勝
- 3月　ITTFワールドツアー・ドイツオープン
  - 女子シングルス：優勝
- 3月 ITTFワールドツアー・スペインオープン
  - U21女子シングルス：準優勝
- 4月 ITTFジュニアサーキット・ベルギーオープン
  - ジュニア女子シングルス：優勝
  - カデット女子シングルス：優勝
- 4月 第53回世界卓球選手権個人戦
  - 女子シングルス：ベスト8
- 5月 ITTFワールドツアー・ベラルーシオープン
  - 女子シングルス：優勝
- 7月 ITTFワールドツアー・韓国オープン
  - 女子シングルス：準優勝
  - 女子ダブルス：優勝（平野美宇）
- 10月 第22回アジア選手権
  - 女子ダブルス：準優勝（平野美宇）
  - 女子団体：準優勝（福原愛・若宮三紗子・田代早紀・平野美宇）
- 12月 ITTFワールドツアー・グランドファイナル
  - 女子ダブルス：準優勝（平野美宇）

### 2016年
- 1月 全日本選手権
  - 女子シングルス：3位
- 3月 第53回世界卓球選手権団体戦
  - 女子団体：準優勝（福原愛・石川佳純・若宮三紗子・浜本由惟）
- 3月 ITTFワールドツアー・カタールオープン
  - 女子ダブルス：準優勝（福原愛）
- 5月 ITTFワールドツアー・クロアチアオープン
  - U21女子シングルス：優勝
- 8月 リオデジャネイロオリンピック
  - 女子団体：3位（福原愛・石川佳純）
- 9月 第22回アジアジュニア選手権
  - ジュニア女子団体：準優勝（平野美宇・塩見真希・長﨑美柚）
- 11月 ITTFワールドツアー・オーストリアオープン
  - 女子シングルス：優勝
- 12月 第14回世界ジュニア選手権
  - 女子団体：優勝（加藤美優・平野美宇・早田ひな）

### 2017年
- 3月 ジャパントップ12卓球大会
  - 女子シングルス：準優勝
- 4月 第23回アジア選手権
  - 女子団体：準優勝（平野美宇・早田ひな・加藤美優・佐藤瞳）
  - 混合ダブルス：準優勝（森薗政崇）
  - 女子ダブルス：3位（早田ひな）
- 4月 ITTFワールドツアー・韓国オープン
  - 女子ダブルス：準優勝（早田ひな）
- 6月 第54回世界卓球選手権個人戦
  - 女子ダブルス：3位（早田ひな）
- 8月 ITTFワールドツアー・ブルガリアオープン
  - 女子シングルス：準優勝
  - 女子ダブルス：優勝（石川佳純）
- 8月 ITTFワールドツアー・チェコオープン
  - 女子シングルス：優勝
  - 女子ダブルス：優勝（早田ひな）
- 10月 ITTFチャレンジ・ポーランドオープン
  - 女子シングルス：優勝
- 11月 ITTFワールドツアー・スウェーデンオープン
  - 女子ダブルス：優勝（早田ひな）
- 12月 ITTFワールドツアー・グランドファイナル
  - 女子ダブルス：準優勝（早田ひな）

### 2018年
- 1月 全日本選手権 （史上最年少の3冠）
  - 女子シングルス：優勝
  - 女子ダブルス：優勝（早田ひな）
  - 混合ダブルス：優勝（森薗政崇）
- 2月 チームワールドカップ
  - 女子団体：準優勝（石川佳純・平野美宇・早田ひな）
- 3月 ITTFワールドツアー・ドイツオープン
  - 女子ダブルス：優勝（早田ひな）
- 5月 第54回世界卓球選手権団体戦
  - 女子団体：準優勝（石川佳純・平野美宇・早田ひな・長﨑美柚）
- 6月 ITTFワールドツアー・中国オープン
  - 混合ダブルス：準優勝（森薗政崇）
- 6月 ITTFワールドツアー・ジャパンオープン
  - 女子シングルス：優勝
- 7月 ITTFワールドツアー・オーストラリアオープン
  - 女子ダブルス：優勝（早田ひな）
- 8月 ITTFワールドツアー・ブルガリアオープン
  - 女子ダブルス：優勝（石川佳純）
- 11月 ITTFワールドツアー・スウェーデンオープン
  - 女子シングルス：優勝
- 11月 ITTFワールドツアー・オーストリアオープン
  - 女子ダブルス：優勝（早田ひな）
- 12月 ITTFワールドツアー・グランドファイナル
  - 女子ダブルス：優勝（早田ひな）

### 2019年
- 1月 全日本選手権 （女子では史上初の2大会連続の3冠）
  - 女子シングルス：優勝
  - 女子ダブルス：優勝（早田ひな）
  - 混合ダブルス：優勝（森薗政崇）
- 3月 ジャパントップ12卓球大会
  - 女子シングルス：準優勝
- 3月 ITTFワールドツアー・カタールオープン
  - 混合ダブルス：準優勝（森薗政崇）
- 4月 第55回世界卓球選手権個人戦
  - 女子ダブルス：準優勝（早田ひな）
- 6月 ITTFワールドツアー・香港オープン
  - 女子シングルス：準優勝
- 8月 ITTFワールドツアー・ブルガリアオープン
  - 混合ダブルス：優勝（水谷隼）
- 10月 ITTFワールドツアー・スウェーデンオープン
  - 女子シングルス：準優勝
  - 混合ダブルス：準優勝（水谷隼）
- 10月 ITTFワールドツアー・ドイツオープン
  - 女子シングルス：準優勝
- 11月 チームワールドカップ
  - 女子団体：準優勝（石川佳純・平野美宇・佐藤瞳）
- 11月 ITTFワールドツアー・オーストリアオープン
  - 女子シングルス：優勝
- 11月 T2ダイヤモンド・シンガポール大会
  - 女子シングルス：準優勝
- 12月 ITTFワールドツアー・グランドファイナル
  - 混合ダブルス：準優勝（水谷隼）
- 12月 ジャパントップ12卓球大会
  - 女子シングルス：優勝

### 2020年
- 1月 全日本選手権
  - 女子ダブルス：優勝（早田ひな）
  - 混合ダブルス：優勝（森薗政崇）
- 2月 ITTFワールドツアー・ドイツオープン
  - 混合ダブルス：準優勝（水谷隼）
- 2月 ITTFワールドツアー・ハンガリーオープン
  - 女子シングルス：優勝
- 3月 ITTFワールドツアー・カタールオープン
  - 女子シングルス：準優勝
  - 混合ダブルス：優勝（水谷隼）
- 11月 ワールドカップ
  - 女子シングルス：3位

### 2021年
- 1月 全日本選手権
  - 女子シングルス：準優勝
- 3月 WTT中東ハブ コンテンダードーハ大会
  - 女子シングルス：優勝
- 3月 WTT中東ハブ スターコンテンダードーハ大会
  - 女子シングルス：優勝
- 7月 東京オリンピック2020
  - 混合ダブルス：優勝（水谷隼）初代金メダリスト
  - 女子団体：２位（石川佳純・平野美宇）
  - 女子シングルス：銅メダル
- 11月 第56回世界卓球選手権個人戦
  - 女子ダブルス：準優勝（早田ひな）

### 2022年
- 1月 全日本選手権
  - 女子ダブルス：優勝（早田ひな）
  - 女子シングルス：優勝
- 6月 WTTコンテンダーザグレブ
  - 女子シングルス：優勝
  - 女子ダブルス：優勝（早田ひな）
- 9月 第56回世界卓球選手権団体戦
  - 女子団体：準優勝（早田ひな・木原美悠・佐藤瞳・長﨑美柚）
- 11月 アジアカップ
  - 女子シングルス： 準優勝

### 2023年
- 1月 全日本選手権
  - 女子ダブルス：優勝（早田ひな）

## 成績

### 最高成績

#### 女子シングルス
- オリンピック 3位（2021）
- 世界選手権    3位（2025）
- ITTFワールドツアー 優勝8回（ドイツ2015、ベラルーシ2015、オーストリア2016、チェコ2017、日本2018、スウェーデン2018、オーストリア2019、ハンガリー2020）
- ITTFチャレンジ 優勝（ポーランド2017）
- アジア選手権  3位（2024）
- ワールドカップ 3位（2020、2025）
- ITTFワールドツアー・グランドファイナル ベスト4（2019、2020）
- 全日本選手権 優勝（2018、2019、2022）

#### 女子ダブルス
- 世界選手権 準優勝（2019、2021）
- ITTFワールドツアー・グランドファイナル 優勝（2014、2018）
- ITTFワールドツアー 優勝10回（ドイツ2014、スペイン2014、韓国2015、ブルガリア2017、チェコ2017、スウェーデン2017、ドイツ2018、オーストラリア2018、ブルガリア2018、オーストリア2018）
- アジア選手権 準優勝（2015）
- 全日本選手権 優勝（2018、2019、2020、2022、2023）

#### 混合ダブルス
- オリンピック 優勝（2021）
- アジア選手権 準優勝（2017）
- 全日本選手権 優勝（2018、2019、2020）
- ITTFワールドツアー・グランドファイナル 準優勝（2019）
- ITTFワールドツアー 優勝（ブルガリア2019、カタール2020）

#### 女子団体
- オリンピック 準優勝（2021）
- 世界選手権 準優勝（2016、2018、2022、2024）
- 世界ジュニア選手権 優勝（2016）
- アジア選手権　優勝（2024）
- ワールドカップ 準優勝（2018、2019）

### 国際大会決勝
※一般の部のみ

#### 女子シングルス
優勝14、準優勝8
| 結果   | 年.月   | 大会                             | スコア | 対戦相手           |
| ------ | ------- | -------------------------------- | ------ | ------------------ |
| 優勝   | 2015.3  | ワールドツアー・ドイツOP         | 4-2    | ペトリッサ・ゾルヤ |
| 優勝   | 2015.5  | ワールドツアー・ベラルーシOP     | 4-0    | 若宮三紗子         |
| 準優勝 | 2015.7  | ワールドツアー・韓国OP           | 0-4    | 福原愛             |
| 優勝   | 2016.11 | ワールドツアー・オーストリアOP   | 4-0    | 浜本由惟           |
| 準優勝 | 2017.8  | ワールドツアー・ブルガリアOP     | 0-4    | 石川佳純           |
| 優勝   | 2017.8  | ワールドツアー・チェコOP         | 4-1    | 石川佳純           |
| 優勝   | 2017.10 | ITTFチャレンジ・ポーランドOP     | 4-1    | 芝田沙季           |
| 優勝   | 2018.6  | ワールドツアー・ジャパンOP       | 4-2    | 王曼昱             |
| 優勝   | 2018.11 | ワールドツアー・スウェーデンOP   | 4-0    | 朱雨玲             |
| 準優勝 | 2019.6  | ワールドツアー・香港OP           | 0-4    | 王芸迪             |
| 準優勝 | 2019.10 | ワールドツアー・スウェーデンOP   | 3-4    | 陳夢               |
| 準優勝 | 2019.10 | ワールドツアー・ドイツOP         | 1-4    | 孫穎莎             |
| 優勝   | 2019.11 | ワールドツアー・オーストリアOP   | 4-1    | 朱雨玲             |
| 準優勝 | 2019.11 | T2ダイヤモンド・シンガポール大会 | 3-4    | 孫穎莎             |
| 優勝   | 2020.2  | ワールドツアー・ハンガリーOP     | 4-3    | 鄭怡静             |
| 準優勝 | 2020.3  | ワールドツアー・カタールOP       | 1-4    | 陳夢               |
| 優勝   | 2021.3  | WTTコンテンダー・ドーハ          | 4-2    | 早田ひな           |
| 優勝   | 2021.3  | WTTスターコンテンダー・ドーハ    | 4-1    | 馮天薇             |
| 優勝   | 2022.6  | WTTコンテンダー・ザグレブ        | 4-2    | 平野美宇           |
| 準優勝 | 2022.11 | アジアカップ                     | 2-4    | 王芸迪             |
| 優勝   | 2023.2  | WTTコンテンダー・アンマン        | 4-0    | 杜凱琹             |
| 優勝   | 2024.7  | WTTコンテンダー・バンコク        | 4-2    | 橋本帆乃香         |

#### 女子ダブルス
優勝13、準優勝9
| 結果   | 年.月   | 大会                                          | ペア     | スコア | 対戦相手                              |
| ------ | ------- | --------------------------------------------- | -------- | ------ | ------------------------------------- |
| 優勝   | 2014.3  | ワールドツアー・ドイツOP                      | 平野美宇 | 3-0    | グジボフスカ/パルティカ               |
| 優勝   | 2014.4  | ワールドツアー・スペインOP                    | 平野美宇 | 3-2    | リュウ・ジャ/バチェノフスカ           |
| 準優勝 | 2014.6  | ワールドツアー・韓国OP                        | 平野美宇 | 0-3    | 陳可/王曼昱                           |
| 優勝   | 2014.12 | ワールドツアー・グランドファイナル            | 平野美宇 | 4-0    | グジボフスカ/パルティカ               |
| 準優勝 | 2015.3  | ワールドツアー・スペインOP                    | 平野美宇 | 2-3    | 福原愛/若宮三紗子                     |
| 優勝   | 2015.7  | ワールドツアー・韓国OP                        | 平野美宇 | 3-2    | 早田ひな/佐藤瞳                       |
| 準優勝 | 2015.10 | 第22回アジア卓球選手権                        | 平野美宇 | 0-4    | キム・ヘソン/リ・ミギョン             |
| 準優勝 | 2015.12 | ワールドツアー・グランドファイナル            | 平野美宇 | 0-4    | 丁寧/朱雨玲                           |
| 準優勝 | 2016.3  | ワールドツアー・カタールOP                    | 福原愛   | 2-3    | 丁寧/劉詩雯                           |
| 準優勝 | 2017.4  | ワールドツアー・韓国OP                        | 早田ひな | 1-3    | ペトリッサ・ゾルヤ/シャン・シャオナ   |
| 優勝   | 2017.8  | ワールドツアー・ブルガリアOP                  | 石川佳純 | 3-1    | エクホルム/ポータ                     |
| 優勝   | 2017.8  | ワールドツアー・チェコOP                      | 早田ひな | 3-2    | エクホルム/ポータ                     |
| 優勝   | 2017.11 | ワールドツアー・スウェーデンOP                | 早田ひな | 3-1    | 朱雨玲/陳夢                           |
| 準優勝 | 2017.12 | ワールドツアー・グランドファイナル            | 早田ひな | 0-4    | 朱雨玲/陳夢                           |
| 優勝   | 2018.3  | ワールドツアー・ドイツOP                      | 早田ひな | 3-1    | 田志希/梁夏銀                         |
| 優勝   | 2018.7  | ワールドツアー・オーストラリアOP              | 早田ひな | 3-0    | 橋本帆乃香/佐藤瞳                     |
| 優勝   | 2018.8  | ワールドツアー・ブルガリアOP                  | 石川佳純 | 3-1    | 劉高陽/張瑞                           |
| 優勝   | 2018.11 | ワールドツアー・オーストリアOP                | 早田ひな | 3-0    | 陳幸同/孫穎莎                         |
| 優勝   | 2018.12 | ワールドツアー・グランドファイナル            | 早田ひな | 3-0    | 陳幸同/孫穎莎                         |
| 準優勝 | 2019.4  | 第55回世界選手権個人戦                        | 早田ひな | 2-4    | 王曼昱/孫穎莎                         |
| 優勝   | 2022.6  | WTTコンテンダー・ザグレブ                     | 早田ひな | 3-1    | サビーネ・ウインター/シャン・シャオナ |
| 準優勝 | 2022.7  | WTTスターコンテンダー・ヨーロッパ夏季シリーズ | 早田ひな | 0-3    | 王曼昱/孫穎莎                         |

#### 混合ダブルス
優勝2、準優勝6
| 結果   | 年.月   | 大会                               | ペア     | スコア | 対戦相手      |
| ------ | ------- | ---------------------------------- | -------- | ------ | ------------- |
| 準優勝 | 2017.4  | 第23回アジア選手権                 | 森薗政崇 | 1-3    | 周雨/陳幸同   |
| 準優勝 | 2018.6  | ワールドツアー・中国OP             | 森薗政崇 | 1-3    | 林高遠/陳幸同 |
| 準優勝 | 2019.3  | ワールドツアー・カタールOP         | 森薗政崇 | 0-3    | 許昕/劉詩雯   |
| 優勝   | 2019.8  | ワールドツアー・ブルガリアOP       | 水谷隼   | 3-1    | 馬特/武楊     |
| 準優勝 | 2019.10 | ワールドツアー・スウェーデンOP     | 水谷隼   | 2-3    | 許昕/劉詩雯   |
| 準優勝 | 2019.12 | ワールドツアー・グランドファイナル | 水谷隼   | 2-3    | 許昕/劉詩雯   |
| 準優勝 | 2020.2  | ワールドツアー・ドイツOP           | 水谷隼   | 1-3    | 許昕/劉詩雯   |
| 優勝   | 2020.3  | ワールドツアー・カタールOP         | 水谷隼   | 3-1    | 王楚欽/孫穎莎 |
| 優勝   | 2021.7  | 2020東京オリンピック               | 水谷隼   | 4-3    | 許昕/劉詩雯   |

### 国内大会決勝
※一般の部のみ

#### 女子シングルス
優勝4、準優勝3
| 結果   | 年.月   | 大会             | スコア | 対戦相手 |
| ------ | ------- | ---------------- | ------ | -------- |
| 準優勝 | 2017.3  | ジャパントップ12 | 2-4    | 石川佳純 |
| 優勝   | 2018.1  | 全日本選手権     | 4-1    | 平野美宇 |
| 優勝   | 2019.1  | 全日本選手権     | 4-1    | 木原美悠 |
| 準優勝 | 2019.3  | ジャパントップ12 | 2-4    | 石川佳純 |
| 優勝   | 2019.12 | ジャパントップ12 | 4-1    | 平野美宇 |
| 準優勝 | 2021.1  | 全日本選手権     | 3-4    | 石川佳純 |
| 優勝   | 2022.1  | 全日本選手権     | 4-1    | 早田ひな |

#### 女子ダブルス
優勝3
| 結果 | 年.月  | 大会         | ペア     | スコア | 対戦相手          |
| ---- | ------ | ------------ | -------- | ------ | ----------------- |
| 優勝 | 2018.1 | 全日本選手権 | 早田ひな | 3-1    | 梅村優香/塩見真希 |
| 優勝 | 2019.1 | 全日本選手権 | 早田ひな | 3-1    | 芝田沙季/大藤沙月 |
| 優勝 | 2020.1 | 全日本選手権 | 早田ひな | 3-1    | 芝田沙季/大藤沙月 |
| 優勝 | 2022.1 | 全日本選手権 | 早田ひな | 3-1    | 宋恵佳/成本綾海   |
| 優勝 | 2023.1 | 全日本選手権 | 早田ひな | 3-0    | 成本綾海/井絢乃   |

#### 混合ダブルス
優勝3
| 結果 | 年.月  | 大会         | ペア     | スコア | 対戦相手          |
| ---- | ------ | ------------ | -------- | ------ | ----------------- |
| 優勝 | 2018.1 | 全日本選手権 | 森薗政崇 | 3-0    | 軽部隆介/松本優希 |
| 優勝 | 2019.1 | 全日本選手権 | 森薗政崇 | 3-1    | 張本智和/長﨑美柚 |
| 優勝 | 2020.1 | 全日本選手権 | 森薗政崇 | 3-1    | 張本智和/長﨑美柚 |

#### 団体
準優勝1
| 結果   | 年.月   | 大会         | スコア | 対戦相手 | 対戦チーム |
| ------ | ------- | ------------ | ------ | -------- | ---------- |
| 準優勝 | 2013.10 | 全日本選手権 | 0-3    | 藤井寛子 | 日本生命   |

### 大会成績一覧
略語の説明
S=女子シングルス、D=女子ダブルス、M=混合ダブルス、T=団体
| W | F | B | #P | QF | #R | RR |

W=優勝、F=準優勝、B=3位、#P=#位（4位以下）、QF=ベスト8、#R=#回戦敗退、RR=ラウンドロビン敗退
| 年   | 五輪 | 五輪 | 五輪 | 世界選手権 | 世界選手権 | 世界選手権 | 世界選手権 | ワールドカップ | ワールドカップ | グランドファイナル | グランドファイナル | グランドファイナル | アジア大会 | アジア大会 | アジア大会 | アジア大会 | アジア選手権 | アジア選手権 | アジア選手権 | アジア選手権 | アジアカップ | 全日本選手権 | 全日本選手権 | 全日本選手権 | 全日本選手権 | トップ12 | トップ12 |
| 年   | S    | M    | T    | S          | D          | M          | T          | S              | T              | S                  | D                  | M                  | S          | D          | M          | T          | S            | D            | M            | T            | S            | S            | D            | M            | T            | S        | S        |
| ---- | ---- | ---- | ---- | ---------- | ---------- | ---------- | ---------- | -------------- | -------------- | ------------------ | ------------------ | ------------------ | ---------- | ---------- | ---------- | ---------- | ------------ | ------------ | ------------ | ------------ | ------------ | ------------ | ------------ | ------------ | ------------ | -------- | -------- |
| 2011 |      |      |      |            |            |            |            |                |                |                    |                    |                    |            |            |            |            |              |              |              |              |              | 2R           |              |              |              |          |          |
| 2012 |      |      |      |            |            |            |            |                |                |                    |                    |                    |            |            |            |            |              |              |              |              |              | 3R           |              | 1R           | RR           | RR       | RR       |
| 2013 |      |      |      |            |            |            |            |                |                |                    |                    |                    |            |            |            |            |              |              |              |              |              | 2R           | 5R           |              | F            |          |          |
| 2014 |      |      |      |            |            |            |            |                |                |                    | W                  |                    |            |            |            |            |              |              |              |              |              | 5R           | 4R           |              |              |          |          |
| 2015 |      |      |      | QF         | 2R         |            |            |                |                | 1R                 | F                  |                    |            |            |            |            | QF           | F            | QF           | F            |              | QF           | 5R           |              |              | RR       | RR       |
| 2016 |      |      | B    |            |            |            | F          | QF             |                | 1R                 |                    |                    |            |            |            |            |              |              |              |              | 6P           | B            | 2R           |              |              |          |          |
| 2017 |      |      |      | 4R         | B          |            |            |                |                | QF                 | F                  |                    |            |            |            |            | 4R           | B            | F            | F            |              | 5R           |              |              |              | F        | F        |
| 2018 |      |      |      |            |            |            | F          |                | F              | 1R                 | W                  | B                  |            |            |            |            |              |              |              |              |              | W            | W            | W            |              |          |          |
| 2019 |      |      |      | 3R         | F          | QF         |            |                | F              | B                  |                    | F                  |            |            |            |            |              |              |              |              |              | W            | W            | W            |              | F        | W        |
| 2020 | B    | W    | F    |            |            |            |            | B              |                | B                  |                    |                    |            |            |            |            |              |              |              |              |              | B            | W            | W            |              |          |          |
| 2021 |      |      |      | QF         | F          |            |            |                |                |                    |                    |                    |            |            |            |            |              |              |              |              |              | F            |              |              |              |          |          |
| 2022 |      |      |      |            |            |            | F          |                |                |                    |                    |                    |            |            |            |            |              |              |              |              | F            | W            | W            |              |              |          |          |
| 2023 |      |      |      | QF         | QF         |            |            |                |                |                    |                    |                    |            |            |            |            | QF           |              |              | B            |              | 6R           | W            |              |              |          |          |
| 2024 |      |      |      |            |            |            | F          | RR             |                |                    |                    |                    |            |            |            |            | B            |              |              | W            |              | 6R           |              |              |              |          |          |
| 2025 |      |      |      | B          |            |            |            | B              |                |                    |                    |                    |            |            |            |            |              |              |              |              | QF           | B            |              |              |              |          |          |

### 対戦成績
ITTF公式戦における主要選手とのシングルス対戦成績。
太字は最高世界ランク1位の選手

| 対戦数の多い選手 - 丁寧 4-11 - 蘇慧音 10-1 - 佐藤瞳 10-1 - 平野美宇 6–4 - 王曼昱 2-8 - 杜凱琹 4-4 - / 浜本由惟 6-2 - 加藤美優 6-2 - 馮天薇 6-2 - 石川佳純 3-5 - 鄭怡静 6-2 | その他の主要な選手 - 劉詩雯 2-1 - 朱雨玲 2-3 - 陳夢 0-4 - 李暁霞 0-2 - 孫穎莎 2-5 - 福原愛 0–2 - 平野早矢香 1–0 - 早田ひな 4-2 |

※2020年3月現在

### 世界ランキング
|        | 1月 | 2月 | 3月 | 4月 | 5月 | 6月 | 7月 | 8月 | 9月 | 10月 | 11月 | 12月 |
| ------ | --- | --- | --- | --- | --- | --- | --- | --- | --- | ---- | ---- | ---- |
| 2010年 |     |     |     |     |     |     |     |     | 484 | 477  | 471  | 479  |
| 2011年 | 476 | 479 | 482 | 479 | 488 | 492 | 472 | 367 | 300 | 186  | 186  | 178  |
| 2012年 | 177 | 189 | 187 | 192 | 156 | 154 | 149 | 153 | 154 | 156  | 154  | 152  |
| 2013年 | 141 | 144 | 110 | 110 | 123 | 128 | 97  | 85  | 68  | 78   | 87   | 63   |
| 2014年 | 60  | 61  | 66  | 63  | 65  | 55  | 50  | 55  | 48  | 43   | 38   | 46   |
| 2015年 | 41  | 34  | 38  | 15  | 11  | 9   | 10  | 10  | 10  | 11   | 11   | 11   |
| 2016年 | 12  | 12  | 9   | 10  | 10  | 10  | 9   | 9   | 10  | 11   | 11   | 9    |
| 2017年 | 8   | 7   | 8   | 8   | 10  | 10  | 11  | 11  | 7   | 7    | 6    | 9    |
| 2018年 | 5   | 6   | 5   | 7   | 5   | 6   | 5   | 6   | 7   | 8    | 7    | 7    |
| 2019年 | 7   | 7   | 7   | 7   | 7   | 7   | 7   | 8   | 7   | 7    | 7    | 4    |
| 2020年 | 3   | 3   | 3   | 2   |     |     |     |     |     |      | 2    | 3    |
| 2021年 | 3   | 3   | 3   | 2   | 2   | 2   | 2   | 3   | 3   | 3    | 3    | 3    |
| 2022年 | 3   | 3   | 3   | 4   | 6   | 6   | 5   | 5   | 5   | 6    | 5    | 5    |
| 2023年 | 6   | 6   | 5   | 6   | 7   | 7   | 7   | 8   | 6   | 10   | 10   | 10   |
| 2024年 | 10  | 14  | 8   | 10  | 10  | 11  | 9   | 9   | 9   | 8    | 10   | 10   |
| 2025年 | 8   | 9   | 9   | 9   | 7   | 7   |     |     |     |      |      |      |

## 記録

### 最年少記録
- 全日本選手権女子シングルス 勝利 10歳189日 [29]
- ITTFジュニアサーキット・カデット（U15）女子シングルス 優勝 10歳310日 [30]
- ITTFジュニアサーキット・ジュニア（U18）女子シングルス 優勝 10歳332日 [32]
- ITTFワールドツアー女子ダブルス 優勝 13歳160日 [118]
- ITTFワールドツアーグランドファイナル女子ダブルス 優勝 14歳53日 [51]
- ITTFワールドツアー女子シングルス 優勝 14歳152日 [119]
- 世界卓球選手権女子シングルス ベスト8 14歳192日 [54]
- オリンピック女子団体 メダル獲得 15歳300日 [62][31]
- 世界卓球選手権女子ダブルス 銅メダル 16歳 [72]
- 全日本選手権 3冠 17歳92日[81]

### ギネス世界記録
- Most table tennis counter hits in one minute[33]

「1分間のラリー回数」　新井卓将と共に達成
記録：180回　（2011年11月13日）
- Youngest winners of an ITTF World Tour Doubles title (combined age)[120]

「ITTFワールドツアー・ダブルス最年少優勝（合計年齢）」　平野美宇と共に達成
記録：27歳145日　（2014年3月30日）
- Youngest winner of an ITTF World Tour Singles title[120]

「ITTFワールドツアー・シングルス最年少優勝」
記録：14歳152日　（2015年3月22日）
- Youngest Olympic table tennis medalist[121][122]

「オリンピック卓球最年少メダリスト」
記録：15歳300日　（2016年8月16日）

## 代表歴
ホープス日本代表
- 東アジアホープス選手権 2009、2010、2011、2012

ジュニア日本代表
- アジアジュニア選手権　2012、2013、2014、2016
- 世界ジュニア選手権　2012、2013、2014、2016

卓球日本代表
- オリンピック　2016、2020
- 世界選手権　2015、2016、2017、2018、2019、2021、2022、2023、2024、2025
- アジア選手権　2015、2017、2023、2024
- アジアカップ　2016、2022、2025
- ワールドカップ　2016、2018、2019、2020、2025

## 受賞
2014年
- 上月財団：上月スポーツ賞[123]

2015年
- 国際卓球連盟：世界選手権・新人賞[124]
- ITTFスターアワード：ブレークスルースター賞[58]
- 上月財団：上月スポーツ賞[123]

2016年
- 文部科学省：文部科学大臣顕彰[125]
- 静岡県磐田市：磐田市民栄誉賞[64]
- 大阪府：大阪スポーツ大賞[126]
- 大阪府：感動大阪大賞[127]
- 静岡県：静岡県知事特別表彰[128]
- 日本オリンピック委員会：オリンピック特別賞[129]
- 上月財団：上月スポーツ賞[123]
- 中部運動記者クラブ：中部スポーツ賞（奨励賞）[130]
- 三重県：夢追人 吉田沙保里大賞（全国枠）[131][132]

2017年
- 関西運動記者クラブ：第60回関西スポーツ賞（団体賞）[133]
- 上月財団：上月スポーツ賞
- 静岡県：静岡県知事顕彰

2021年
- 紫綬褒章[134][135]
- LINE NEWS AWARDS 2021 話題の人賞 アスリート部門[136]

## エピソード
- 2歳で卓球を始め、その時には既に「卓球で世界チャンピオンになる」と口にしていた、自宅のリビングには卓球台を置き、4歳から12歳迄母がコーチで4歳から8歳まで1日8時間の練習を積んだ、練習はマンネリしないために試合に勝った時の新聞の切り抜き等を貼った。小学6年の時には作文に「私は2016年には、（オリンピックに）出場して、2020年には団体優勝、個人戦で優勝したい」と書いている[137]。

- フィギュアスケート選手の本田真凜や音楽グループ・Little Glee Monsterのmanakaと親交がある[138][139]。

## ギャラリー

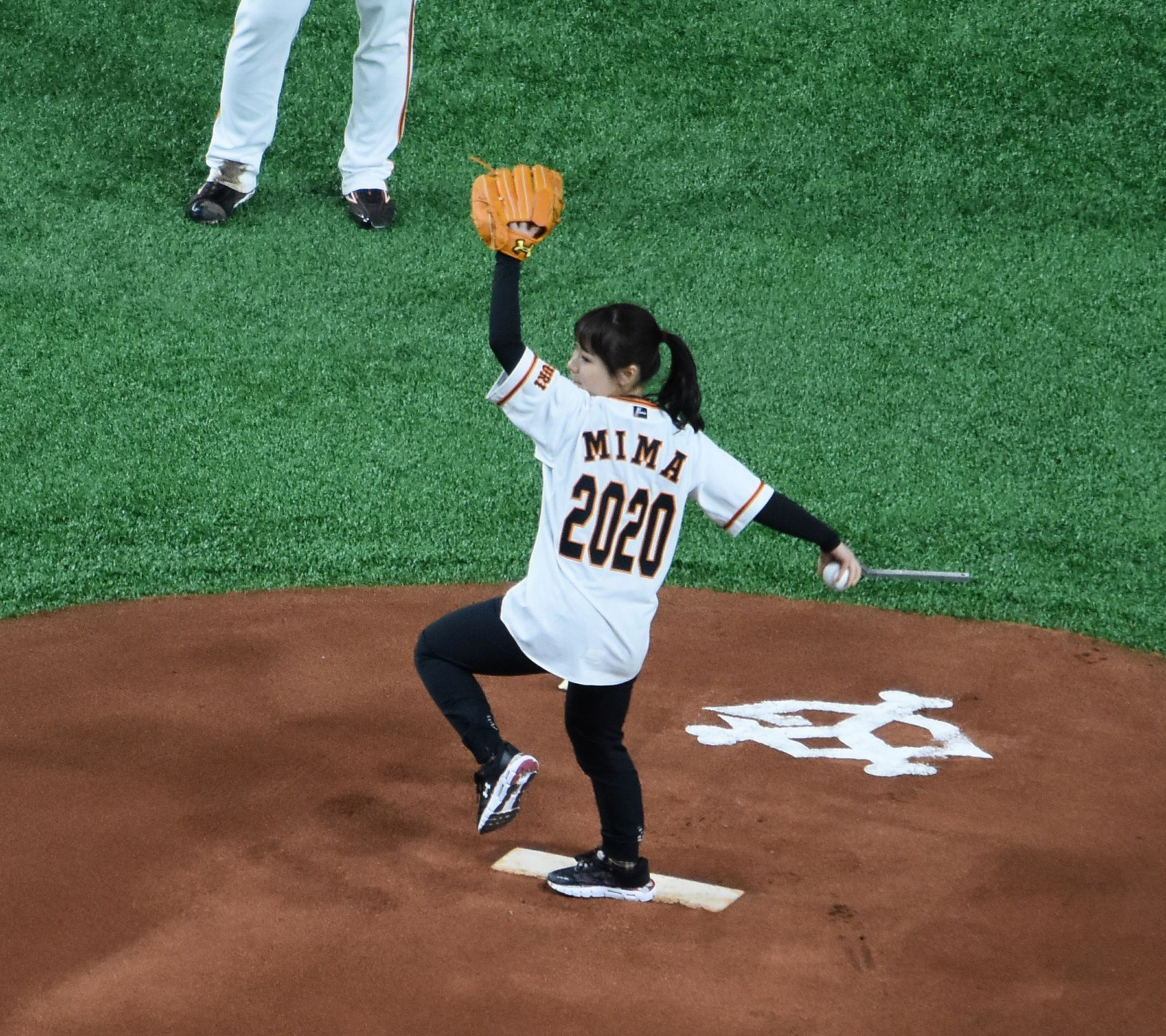
巨人vs阪神 1回戦での始球式（東京ドーム 2019年4月2日撮影）
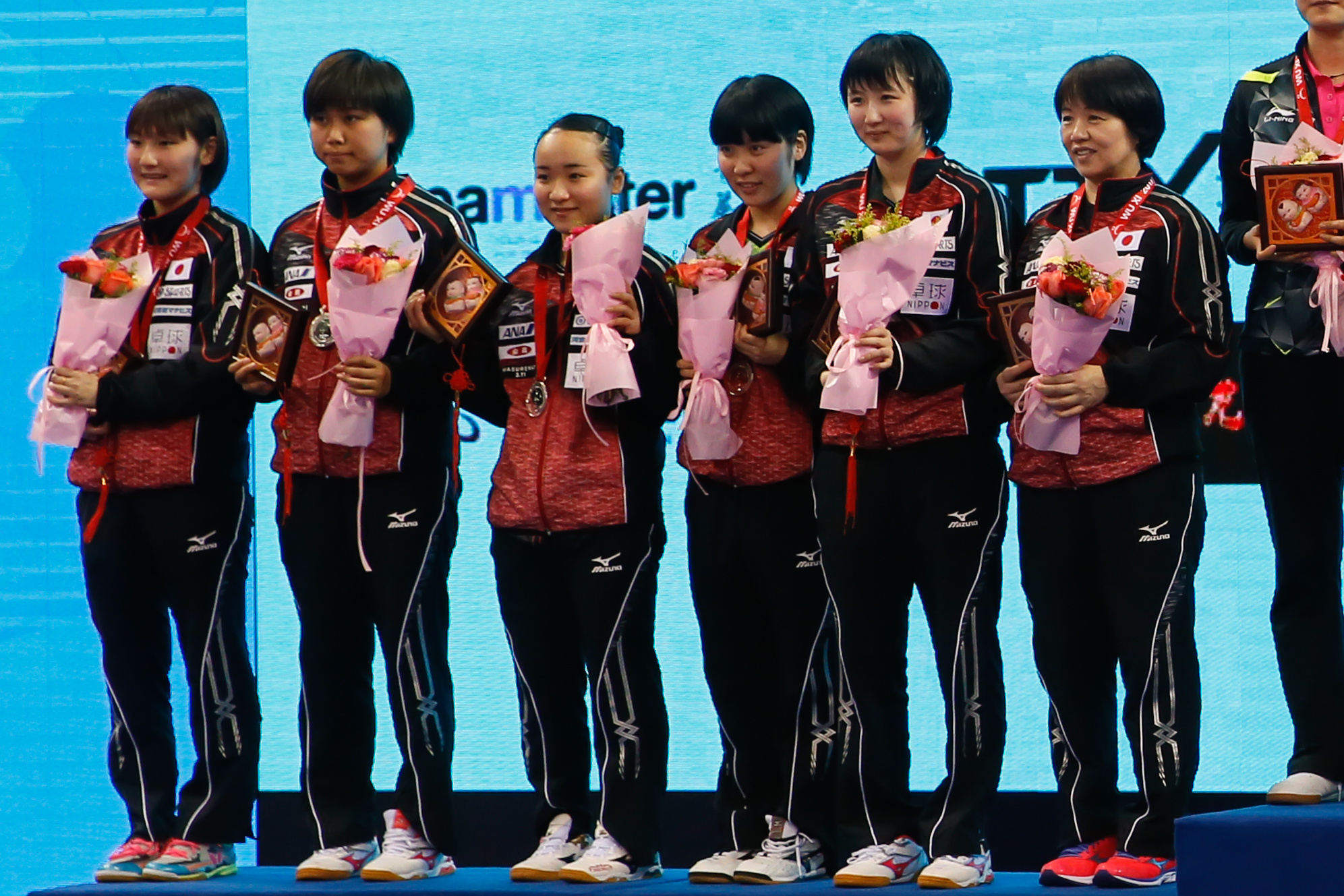
2017年のアジア選手権表彰式（左から3人目が伊藤美誠）

## コーチ
- 松﨑太佑 - 元静岡のLEDの検査装置を開発製造する会社の社員で豊田町卓球スポーツ少年団に入団した頃から指導を受けている[140]。

## スポンサー
- スターツ - 所属
- ニッタク
- ミズノ
- 河合塾マナビス
- FANCL
- 味の素
- コラントッテ

## 出演

### テレビドラマ
- 『警視庁ゼロ係〜生活安全課なんでも相談室〜SECOND SEASON』 テレビ東京 #01（2017年7月21日） ‐ 本人 役

### テレビ番組
- 『テレメンタリー2011 「卓球にかける10歳の輝き～攻める!小さな挑戦者」』テレビ朝日/静岡朝日テレビ制作（2011年3月27日）[141]
- 『みのもんたの朝ズバッ！』 TBS（2012年3月26日）[142]
- 『ネオスポ ～ミウミマ 月1密着ドキュメンタリー』 テレビ東京（2014年11月1日）
- 『あすリート』 読売テレビ
  - 伊藤美誠（スターツSC所属 昇陽中2年) 14歳（2015年1月20日）[143]
  - 伊藤美誠（昇陽中3年 スターツSC）14歳（2015年5月16日）[144]
  - 伊藤美誠（スターツSC所属 大阪・昇陽中3年）14歳（2015年9月26日）[145]
- 『スポーツドキュメンタリー 裸のアスリートⅡ』 BS-TBS（2015年2月7日）[146]
- 『みらいのつくりかた 世界卓球日本代表・伊藤美誠 テレビ東京』（2015年2月12日）[147]
- 『Crossroad』 テレビ東京 #79（2015年4月25日） - 平野美宇と共に出演[148]
- 『世界は君をまだ知らないⅣ』 テレビ大阪（2015年9月27日）[149]
- 『アスリートの輝石』 BS日テレ
  - #172（2015年10月18日）[150]
  - #212（2016年7月24日）[151]
  - #223（2016年10月9日）[152]
- 『待ってろ、世界！ 15歳・伊藤美誠の挑戦』 テレビ静岡（2015年12月30日）[153]
- 『響き合う者たちへ〜リオデジャネイロ五輪 17日間の記録』 NHK総合（2016年8月22日）
- 『SPORTSウォッチャー』 テレビ東京
  - 世界卓球開幕特集!! 日本代表16歳最強女子高生、伊藤美誠の真実に迫る！（2017年5月23日）[154]
  - 「命懸けで中国に来た」中国遠征の舞台裏に密着（2020年12月5日）[155]
  - 世界卓球開幕目前！美誠＆ひな特集（2021年11月20日）[156]
- 『卓球ニッポン新時代 〜世界一への扉〜』BSテレ東（2017年9月23日）[157]
- 『アスリートの魂』 NHK BS1 #212（2018年4月21日）
- 『S-PARK』 フジテレビ
  - 東京オリンピックでの金メダルへ！驚異の進化を続ける伊藤美誠（2018年11月4日）[158]
  - 伊藤美誠が手にした2020東京オリンピックへのヒントとは？（2019年1月6日）[159]
  - （2020年4月26日）- 水谷隼と伊藤美誠の対談[160]
- 『グッと!スポーツ 東京でメダルを！卓球＆バドミントンSP』 NHK総合（2019年4月17日）[161]
- 『サワコの朝』毎日放送 #381（2019年6月1日）[162]
- 『卓球・伊藤美誠 TOKYOへの道標』 テレビ東京（2019年7月15日）[163]
- 『Going!Sports&News』 日本テレビ（2020年4月4日・11日）- 女優・川口春奈との対談[164][165]
- 『J SPORTS 卓球日本代表スペシャル 1年後を見据えて 日本代表のいまとこれから 伊藤美誠編』 J SPORTS（2020年5月18日）[166]
- 『スポーツ×ヒューマン 「The Road 2020夏 そして 卓球 伊藤美誠 張本智和」』 NHK-BS1（2020年7月27日）[167]
- 『「私の翼たち」』 TBS（2020年7月）[168]
- 『Dream Challenger ～夢に挑む者たち～』 テレビ朝日
  - 【伊藤美誠・工藤真桜選手出演】（2021年4月24日）[169]
  - 【伊藤美誠・加藤瑞穂選手出演】（2021年5月1日）[170]
  - 【伊藤美誠・武山華子選手出演】（2021年5月8日）[171]
- 『卓球ジャパン!』 BSテレ東
  - 伊藤美誠SP第1弾（2021年5月1日）[172]
  - 伊藤美誠SP第2弾（2021年5月8日）[173]
  - みまじゅんペア緊急出演！金メダルの裏側を語る！（2021年8月28日）[174]
  - みまひなペア徹底解説スペシャル！（2022年1月8日）[175]
  - 「伊藤選手の天才感がない」からの「これぞ伊藤美誠のプレー！」第5回選考会のミウミマ対決をDEEP解説（2023年10月14日）[176]
- 『東京五輪へ －卓球・絆の物語 － 美誠・佳純・美宇 家族との感動秘話』 テレビ東京（2021年5月23日）[177]
- 『NHKスペシャル 伊藤美誠 再生の旅』 NHK（2021年7月17日）[178]
- 『卓球 伊藤美誠 2人の夢が叶った日～母と戦ったオリンピックの舞台裏～』 テレビ東京（2021年10月23日）[179]
- 『世界卓球11月23日開幕！ みまひなペア～素顔と2年前の忘れ物～』 テレビ東京（2021年11月21日）[156]
- 『伊藤美誠・金メダルの向こうへ』 BSテレ東（2022年1月1日）[180]
- 『徹子の部屋』テレビ朝日（2022年2月17日）[181]
- 『卓球ニッポン金メダルへの絆 ～涙と笑顔と結束と 完全密着4317日～』 テレビ東京（2024年6月9日）[182]

### バラエティー
- 『ヤレデキ!世界大挑戦』 2時間スペシャル TBS（2007年9月15日）[183]
- 『ド短期ツメコミ教育!豪腕!コーチング!!』 テレビ東京（2008年2月21日）
- 『金曜スーパープライム ギネス世界記録のイケメン＆美女100人』 日本テレビ（2011年12月2日）[184]
- 『ミライ☆モンスター』 フジテレビ #11（2014年6月15日）[185]
- 『炎の体育会TVスペシャル』 TBS（2014年8月9日）[186]
- 『イキザマJAPAN ｢母娘の絆・2人3脚で世界へ挑む〜卓球・伊藤美誠14歳｣』関西テレビ（2015年3月8日）[187]
- 『ビートたけしのスポーツ大将』 テレビ朝日（2015年3月22日）- スーパーキッズとして出演[188][189]
- 『Vメシ！JAPAN』 フジテレビ（2015年4月5日）[190]
- 『ジャンクSPORTS SP〜女子アスリートSP〜』 フジテレビ（2015年6月7日）[191]
- 『ささえびと 五輪を目指す14歳の卓球少女を支えるお母さん』 関西テレビ（2015年9月12日）[192]
- 『ゴン中山&ザキヤマのキリトルTV』 テレビ朝日（2016年10月11日）
- 『POWERフレーズ』 日本テレビ
  - #55（2016年10月30日）
  - #56（2016年11月6日）
- 『イキザマJAPAN 小籔サンタの夢かなえ’mas』 関西テレビ（2016年12月24日）※大好きなEXILEのダンスをマスターするため、マンツーマンでEXILEメンバーのレッスンを受ける[193]。
- 『夢対決!とんねるずのスポーツ王は俺だ!スペシャル』 テレビ朝日 #18（2017年1月2日）
- 『嵐にしやがれ』 日本テレビ #301（2017年3月11日）
- 『中居正広のスポーツ!号外スクープ狙います! 2時間SP』 テレビ朝日（2017年8月14日）[194]
- 『くりぃむしちゅーの掘れば掘るほどスゴイ人 』 日本テレビ（2017年9月4日）- 伊藤美誠・美乃り親子で登場[195]
- 『さんまのまんま』 フジテレビ（2018年10月26日） - 早田ひなと共に出演[196]

### CM
- ピタットハウス『好きなこと篇』
- 味の素『2020年躍動する君たちへ 篇』
- 河合塾マナビス
- 任天堂『やわらかあたま塾 いっしょにあたまのストレッチ』[197]
- ユーキャン「チャレンジユーキャン2022」（2022年1月1日 - ）[198]

### 映画
- ミックス。（2017年10月21日公開、東宝）監督:石川淳一 - 本人役[199]

### MV
- Little Glee Monster「Whenever you call」（2021年9月22日、gr8!records）[200][201]

### イベント
- 始球式
  - プロ野球「読売ジャイアンツ vs 中日ドラゴンズ」（2021年9月11日、東京ドーム）[202]

## 書籍
- 矢内由美子、寺野典子 著『12歳の約束: そして世界の頂点へ 』（小学館　2016年 ISBN 978-4-09-230876-3）
- 伊藤美乃り 著『子供が夢を確実に叶える方法 そのために親がすべき29のこと』（スターツ出版　2016年 ISBN 978-4-8137-9005-1）[203]
- 『卓球ぴあ みうみまひな・女子高生トリオ』 （ぴあMOOK　2017年 ISBN 978-4835633701）
- 城島充 著『平野美宇と伊藤美誠　がんばれ！　ピンポンガールズ』（講談社　2018年 ISBN 978-4-06-287031-3）